# Emerson Norton
Emerson Carlysle Norton (Seminole, 16 novembre 1900 – Kansas City, 10 marzo 1986) è stato un multiplista statunitense.

## Palmarès

### Olimpiadi
- Argento a Parigi 1924 nel decathlon.